# ノナヒドリドレニウム(VII)酸カリウム
ノナヒドリドレニウム(VII)酸カリウム（ノナヒドリドレニウム なな さんカリウム、英: potassium nonahydridorhenate(VII)）は、化学式が K2ReH9 と表される無機化合物である。この無色の塩は、ホモレプティックなヒドリド錯体である ReH2−
9 アニオンをもつ点が特徴的である。
レニウム水素化物の研究は1950年代に遡る。この研究には“レニウム化物”アニオン、おそらく Re− の報告が含まれていた。この報告により、A. P. ギンズバーグとその同僚によって、過レニウム酸塩の還元生成物についての一連の調査が行われた。

## 構造・合成・特性
ReH2−
9 は九配位錯体の特異な例であり、この高い配位数はヒドリド配位子のサイズの小ささと Re(VII) 中心の高い正電荷に起因する。この構造は四角面三冠三角柱形分子構造と呼ばれる。ナトリウム塩は反磁性を示し、アナログであるテクネチウム化合物と同様に、過レニウム酸ナトリウム NaReO4 のエタノール溶液を金属ナトリウムで処理することで得られる。これはカチオン交換によって、対応するテトラエチルアンモニウム塩 (NEt4)2ReH9 を与える。